# Maître aux béguins
Le Maître aux béguins est un peintre anonyme actif en France au milieu du XVIIe siècle.

## Biographie
Le nom de Maître aux béguins est le nom de convention de l'auteur d'un ensemble de tableaux traditionnellement attribués aux frères Le Nain. C’est à l’occasion de l’exposition Le Nain au Grand Palais en 1978 que Jacques Thuillier retire ces tableaux du corpus des œuvres des frères Le Nain et propose le nom de « Maître aux béguins ». Ce nom fait référence aux bonnets que portent souvent les personnages des tableaux concernés, appelés béguins. 
En 1991, Gregory Martin propose d'identifier le Maître aux béguins comme étant le peintre anversois Abraham Willemsens. Il apporte de nouveaux arguments à cette proposition dans une deuxième publication en 1993. Cette attribution ne fait toutefois pas l'unanimité. Elle est notamment contestée par Nicolas Milovanovic dans le cadre de l'exposition Le mystère Le Nain organisée du 22 mars au 26 juin 2017 au Louvre-Lens.